# Mali Izvor
Pour les articles homonymes, voir Izvor.
Mali Izvor (en serbe cyrillique : Мали Извор) est un village de Serbie situé sur le territoire de la ville de Zaječar, district de Zaječar. Au recensement de 2011, il comptait 370 habitants.

## Démographie

### Évolution historique de la population
| 1948  | 1953  | 1961  | 1971 | 1981 | 1991 | 2002 | 2011 |
| ----- | ----- | ----- | ---- | ---- | ---- | ---- | ---- |
| 1 360 | 1 302 | 1 164 | 948  | 812  | 584  | 454  | 370  |

|  |